# بروميد الإتريوم الثلاثي
بروميد الإتريوم الثلاثي هو مركب كيميائي غير عضوي من عنصري الإتريوم والبروم، له الصيغة الكيميائية YBr3.